# バイエル・レバークーゼンの選手一覧
バイエル・レバークーゼンの選手一覧は、ドイツのレーヴァークーゼンに本拠地を置くバイエル・レバークーゼンに現在在籍しているまたは過去に在籍していた選手・監督の一覧である。

## 現所属メンバー
2023年8月15日現在
注：選手の国籍表記はFIFAの定めた代表資格ルールに基づく。
| No. | Pos. |                  | 選手名                    |
| --- | ---- | ---------------- | ------------------------- |
| 1   | GK   | フィンランド     | ルーカス・フラデツキー () |
| 3   | DF   | エクアドル       | ピエロ・インカピエ ★      |
| 4   | DF   | ドイツ           | ヨナタン・ター ()         |
| 6   | DF   | コートジボワール | オディロン・コスヌ ★      |
| 7   | MF   | ドイツ           | ヨナス・ホフマン          |
| 8   | MF   | ドイツ           | ロベルト・アンドリッヒ    |
| 9   | FW   | イラン           | サルダル・アズムン ★      |
| 10  | MF   | ドイツ           | フロリアン・ヴィルツ      |
| 11  | MF   | ドイツ           | ナディーム・アミリ        |
| 12  | DF   | ブルキナファソ   | エドモン・タプソバ ★      |
| 13  | DF   | ブラジル         | アルトゥール ★            |
| 14  | FW   | チェコ           | パトリック・シック        |
| 17  | GK   | チェコ           | マチェイ・コヴァージュ    |

| No. | Pos. |              | 選手名                          |
| --- | ---- | ------------ | ------------------------------- |
| 18  | MF   | ベルギー     | ノア・エンバンバ ()             |
| 20  | DF   | スペイン     | アレハンドロ・グリマルド        |
| 21  | FW   | フランス     | アミン・アドリ ()               |
| 22  | FW   | ナイジェリア | ヴィクター・ボニフェイス ★      |
| 23  | FW   | チェコ       | アダム・フロジェク              |
| 24  | DF   | オランダ     | ティモシー・フォス＝メンサー () |
| 25  | MF   | アルゼンチン | エセキエル・パラシオス ★        |
| 28  | GK   | オーストリア | パトリック・ペンツ              |
| 30  | DF   | オランダ     | ジェレミー・フリンポン ()       |
| 32  | MF   | コロンビア   | グスタボ・プエルタ ★            |
| 34  | MF   | スイス       | グラニト・ジャカ ★              |
| 36  | GK   | ドイツ       | ニクラス・ロム                  |

※括弧内の国旗はその他の保有国籍を、星印はEU圏外選手を示す。

## 歴代監督
- ロリ・ポルスター 1950
- ライモント・シュヴァーブ 1950-1951
- フランツ・シュトレーレ 1951-1953
- ハンス＝ヨセフ・クレッシュマン 1953-1956
- エミル・メルヒャー 1956-1957
- エトムント・コーネン 1957-1959
- テオ・キルヒベルク 1959-1960
- エルリッヒ・ガルスケ 1960-1962
- フリッツ・プリスカ 1962-1965
- テオ・キルヒベルク 1965-1971
- ゲロ・ビザンツ 1971-1973
- フリートヘルム・レノ 1973-1974
- マンフレート・ルンメル 1974-1975
- ラドスラフ・モミルスキ 1975-1976
- ヴィリベルト・クレマー 1976-1981
- ゲルハルト・ケンシュッケ 1981-1982
- デットマール・クラマー 1982-1985
- エーリッヒ・リベック 1985-1988
- リヌス・ミケルス 1988-1989
- ユルゲン・ゲルスドルフ 1989-1991
- ピーター・ヘアマン 1991
- ラインハルト・サフティク 1991-1993
- ドラゴスラフ・ステパノヴィッチ 1993-1995
- エーリッヒ・リベック 1995-1996
- ピーター・ヘアマン 1996
- クリストフ・ダウム 1996-2000
- ルディ・フェラー 2000
- ベルティ・フォクツ 2000-2001
- クラウス・トップメラー 2001-2003
- トーマス・ヘルスター 2003
- クラウス・アウゲンターラー 2003-2005
- ルディ・フェラー 2005
- ミヒャエル・スキッベ 2005-2008
- ブルーノ・ラッバディア 2008-2009
- ユップ・ハインケス 2009-2011
- ロビン・ドゥット 2011-2012
- サミ・ヒーピア 2012-2014
- サシャ・レヴァンドフスキ 2014
- ロガー・シュミット 2014-2017
- タイフン・コルクト 2017
- ハイコ・ヘルリッヒ 2017-2018
- ピーター・ボス 2018-2021
- ハンネス・ヴォルフ 2021
- ジェラルド・セオアネ 2021-2022
- シャビ・アロンソ 2022-2025
- エリック・テン・ハフ 2025-

## 歴代所属選手

### GK
- デュディガー・フォルボーン 1982-2000
- パスカル・ツベルビューラー 2000-2001
- ハンス＝イェルク・ブット 2001-2007
- レネー・アードラー 2006-2012
- ベルント・レノ 2011-2018
- ラマザン・エーズガン 2016-2020

### DF
- アロイス・ラインハルト 1984-1992
- ジョルジーニョ 1989-1992
- ロベルト・コヴァチ 1996-2001
- イェンス・ノボトニー 1996-2006
- ルッシオ 2000-2004
- ディエゴ・プラセンテ 2000-2005
- エマヌエル・ポガテッツ 2001-2005
- フアン 2002-2007
- アチルソン 2005-2007
- クリス 2003
- ホッキ・ジュニオール 2005-2007
- カリム・ハグイ 2006-2009
- マヌエル・フリードリヒ 2007-2013
- サミ・ヒーピア 2009-2011
- ダニ・カルバハル 2013-2014
- ヨナタン・ター 2015-
- ロベルト・ヒルバート 2013-2017
- エメル・トプラク 2011-2017
- アレクサンダル・ドラゴヴィッチ 2016-2021
- ヴェンデウ 2014-2021
- ティン・イェドヴァイ 2014, 2015-2021

### MF
- 風間八宏 1984-1985
- ヴォルフガンク・ロルフ 1986-1989
- チッタ 1987-1988
- ラルフ・ファルケンマイヤー 1987-1989
- ベルント・シュスター 1993-1996
- ラモン 1995-1996
- ルディ・フェラー 1995-1997
- クラウディオ・レイナ 1995-1997
- カルステン・ラメロウ 1995-2008
- ニコ・コヴァチ 1996-1999
- エメルソン・フェレイラ 1998-2000
- ゼ・ロベルト 1998-2002
- ロブソン・ポンテ 1999-2001、2003-2005
- ミヒャエル・バラック 1999-2002、2010-2012
- ヤン・シマーク 2002-2003
- ダニエル・ビエロフカ 2002-2005
- リカルド・ファティ 2007-2008
- ベルント・シュナイダー 1999-2009
- マルコ・バビッチ 2001-2007
- ユルドゥライ・バシュテュルク 2001-2004
- ジャーメイン・ジョーンズ 2004–2005
- ヤツェク・クジノヴェク 2004-2006
- パウル・フライアー 2004-2008
- トランクイロ・バルネッタ 2004-2012
- ジモン・ロルフェス 2005-2015
- アルトゥーロ・ビダル 2007-2011
- 細貝萌 2011-2013
- アンドレス・グアルダード 2014.1-2014.5
- ハカン・チャルハノール 2014-2017
- ユリアン・バウムガルトリンガー 2016-2022
- ベンヤミン・ヘンリヒス 2015-2018
- ケヴィン・カンプル 2010-2011, 2015-2017
- シュテファン・ライナルツ 2008-2015
- トニ・クロース 2009-2010
- ラース・ベンダー 2009-2021
- カリム・ベララビ 2011-2023
- エムレ・ジャン 2013-2014
- ユリアン・ブラント 2014-2019
- チャルレス・アランギス 2015-2023
- カイ・ハフェルツ 2016-2020
- フロリアン・ヴィルツ 2019-
- グラニト・ジャカ 2023-

### FW
- 車範根 1983-1989
- ウルフ・キルステン 1990-2003
- ルディ・フェラー 1994-1996
- オリバー・ノイビル 1999-2004
- フランサ 2002-2005
- ランドン・ドノバン 2004-2005
- アンドレイ・ヴォロニン 2004-2007
- ディミタール・ベルバトフ 2000-2006
- セルゲイ・バルバレス 2006-2008
- テオファニス・ゲカス 2007-2010
- パトリック・ヘルメス 2008-2011.1
- アンドレ・シュールレ 2011-2013
- アルカディウシュ・ミリク 2013-2015
- ハビエル・エルナンデス 2015-2017
- シュテファン・キースリング 2006-2018
- アドミル・メーメディ 2015-2018
- ユリアン・ブラント 2014-2019
- ソン・フンミン 2013-2015
- ロビー・クルーズ 2013-2016
- ケヴィン・フォラント 2016-2020
- ムサ・ディアビ 2019-2023
- パトリック・シック 2020-

## 個人記録

### 最多試合出場
| # | 選手                       | 出場数 | 在籍期間  |
| - | -------------------------- | ------ | --------- |
| 1 | リュディガー・フォルボーン | 487    | 1982-1999 |
| 2 | トーマス・ヘルスター       | 453    | 1977-1991 |
| 3 | ウルフ・キルステン         | 448    | 1990-2003 |
| 4 | シュテファン・キースリング | 444    | 2006-2018 |
| 5 | カルステン・ラメロウ       | 437    | 1995-2008 |

出典 : Transfermarkt.com

### 最多得点
| # | 選手                         | 得点数 | 在籍期間  |
| - | ---------------------------- | ------ | --------- |
| 1 | ウルフ・キルステン           | 240    | 1990-2003 |
| 2 | シュテファン・キースリング   | 162    | 2006-2018 |
| 3 | ディミタール・ベルバトフ     | 91     | 2001-2006 |
| 4 | ヘルベルト・ヴァース         | 87     | 1982-1989 |
| 5 | クリスティアン・シュライアー | 83     | 1984-1991 |

出典 : Transfermarkt.com